# إدوارد آرزت
إدوارد آرزت (بالألمانية: Eduard Arzt) (و. 1956 – م) هو فيزيائي، وأستاذ جامعي من النمسا .

## مناصب وهيئات
أدار جامعة سارلاند.

## جوائز
حصل على جوائز منها:
- Heinz Maier-Leibnitz-Preis [الإنجليزية]‏ (1988).